# Cornet (Castellgalí)
Cornet és una masia situada al municipi de Castellgalí a la comarca catalana del Bages. Es troba al costat de la riera de Cornet i tots dos prenen el nom dels corners, abundants a la zona. La primera menció és de l'any 978, on s'hi refereixen amb el topònim Corneto i en aquells temps es trobava dins el terme de Manresa. Gran part de le documentació que es referia a la casa es va perdre durant la guerra civil.
La masia ha sofert varies modificacions i ampliacions fins als nostres dies. Anteriorment posseïa grans extensions de camps de vinya, fet que es pot corroborar al apreciar el gran nombre de barraques de vinya al seu entorn i unes antigues tines.